# 洵南日報
洵南日報（荷蘭語：Kong Ngie Tong Sang Dagblad）是南美洲國家蘇里南（舊譯洵南）最大的中文報紙，1972年由蘇里南影響力最大的華人組織廣義堂創辦。报刊内容主要涵盖苏里南新闻及中国发展情况，在苏里南华语人群中有一定影响。

## 外部連結
- 洵南中文网 （页面存档备份，存于）